# جيروم ديفيد
جيروم ديفيد (بالفرنسية: Jérôme David)‏ هو عسكري وسياسي فرنسي، ولد في 30 يونيو 1823 في روما في إيطاليا، وتوفي في 28 يناير 1882 في لانغون في فرنسا. انتخب عضو المجلس العام ‏ وانتخب نائب فرنسي.